# محوطه لاخ انجیر
محوطه لاخ انجیر مربوط به سدهٔ ۴–۸ ه.ق است و در شهرستان مشهد، بخش احمدآباد، دهستان سرجام، کنار جاده روستای عارفی به بالندر واقع شده و این اثر در تاریخ ۱۸ اسفند ۱۳۸۷ با شمارهٔ ثبت ۲۴۹۸۷ به‌عنوان یکی از آثار ملی ایران به ثبت رسیده است.